# 小行星5031
小行星5031（英語：5031 Svejcar）是一颗围绕太阳公转的小行星。1990年3月16日，茲丹卡·瓦弗洛娃在克列特发现了此天体。
这颗小行星的绝对星等为166.44830070168等。